# Phaeoses meeki
Phaeoses meeki är en fjärilsart som beskrevs av Bradley 1961. Phaeoses meeki ingår i släktet Phaeoses och familjen äkta malar. Inga underarter finns listade i Catalogue of Life.